# Pfarrkirche Braz

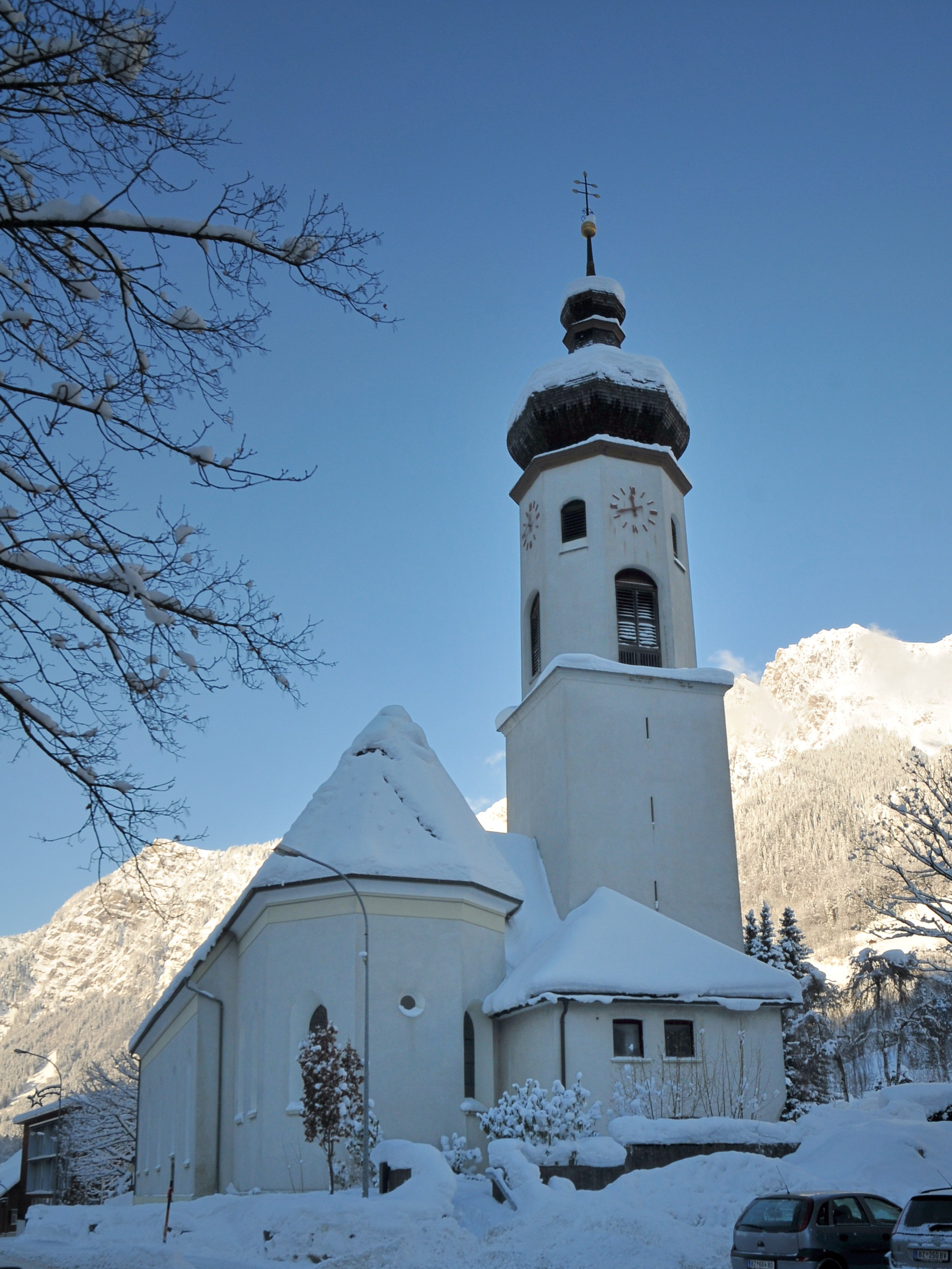
Kath. Pfarrkirche hl. Nikolaus in Innerbraz

Die römisch-katholische Pfarrkirche Braz steht in der Gemeinde Innerbraz im Klostertal in Vorarlberg. Die Pfarrkirche hl. Nikolaus gehört zum Dekanat Bludenz-Sonnenberg in der Diözese Feldkirch. Die Kirche und der Friedhof stehen unter Denkmalschutz.

## Geschichte
Eine Nikolauskapelle wurde 1383 urkundlich genannt. Die Kirche wurde 1449 baulich erweitert und zur Lokalkaplanei erhoben und 1501 geweiht. Innerbraz gehörte kirchlich zur Pfarre Nüziders, während Außerbraz als Teil der Stadt Bludenz zur Pfarre Bludenz gehörte. 1577 wurde Innerbraz und Außerbraz kirchlich vereinigt. 1785 wurde dieser Umstand gesetzlich anerkannt und 1913 vollzogen.

## Architektur
Kirchenäußeres
Das Kirchengebäude als einfacher barocker Bau mit einem gotischen Chor und einem Nordturm steht parallel zur Straße und ist von einer Friedhofsmauer umgeben. Das Langhaus mit fünf Rundbogenfenstern steht mit dem eingezogenen Chor unter einem gemeinsamen Satteldach. Unter der DachHohlkehle verläuft ein umlaufendes Kämpferband. Die Giebelfassade im Westen wird mit drei Rundbogenfenstern und einem neubarocken Rundbogenportal gegliedert. Das Tympanonfeld zeigt mit einem Mosaik Christus als Kopie nach Deschanden. Der Turm in Norden ist am Chor angebaut und trägt ein 1787 aufgesetztes, achteckiges Obergeschoß mit versetzten großen und kleinen Rundbogenschallfenstern und eine Zwiebelhaube. Östlich am Turm ist eine zweigeschoßige Sakristei angebaut.
Kircheninneres
Das fünfjochige Langhaus hat Stichkappentonnengewölbe auf jochtrennenden marmorierten Doppelpilastern.

## Ausstattung
Der Hochaltar als Viersäulenaufbau mit einem baldachinförmigen Volutenaufsatz schuf Josef Vonier (1760) und trägt mittig die Figur Nikolaus und seitlich Martin und Ulrich, geschaffen von Josef Klemens Witwer (um 1774). In der Kartusche im Gebälk ist die Angabe Anton Jehly (1915). Im Aufzug ist ein Heilig-Geist-Schein und zwei Gebälkengel.

## Sonstiges
Der Pfarrkirche Braz ist die Totenkapelle, die Wegkapelle hl. Magnus, die Wegkapelle hl. Wolfgang, Kapelle der hl. Anna in Außerbraz, eine Lourdes-Kapelle und die Mariahilf-Kapelle am Mühleplatz in Innerbraz zugeordnet.